# 塔兰托方言
塔兰托方言（[taranˈdiːnə]）是意大利普利亚大区东南部所使用的一种语言，大部分使用者居住在塔兰托。也有部分意大利裔美国人使用此语言，他们主要居住在加利福尼亚。塔兰托方言和意大利语与西西里语十分接近。